# Przemysław Krajewski
Przemysław Krajewski (* 20. Januar 1987 in Ciechanów) ist ein polnischer Handballspieler.

## Karriere

### Verein
Przemysław Krajewski lernte das Handballspielen bei Czarni Regimin. Mit Jurand Ciechanów und MKS Nielba Wągrowiec sammelte der 1,84 m große Linksaußen erste Erfahrungen in der polnischen Meisterschaft. Im Sommer 2012 wechselte er zu KS Azoty-Puławy, mit dem er international dreimal am EHF Challenge Cup und zweimal am EHF-Pokal teilnahm. Seit 2017 läuft er für Wisła Płock auf, mit dem er in jeder Saison den zweiten Platz in der Liga erreichte. Im polnischen Pokal besiegte die Mannschaft den Serienmeister KS Kielce 2022, 2023 und 2024 im Endspiel. In der EHF European League erreichte er mit Płock 2020/21 und 2021/22 jeweils das Halbfinale. 2024 und 2025 wurde er mit Płock polnischer Meister.

### Nationalmannschaft
Mit der polnischen Nationalmannschaft belegte Przemysław Krajewski bei der Europameisterschaft 2014 den 6. Platz. Bei der Weltmeisterschaft 2015 gewann er mit der Auswahl die Bronzemedaille. Für diesen Erfolg erhielt er das Verdienstkreuz der Republik Polen in Bronze. Bei der Europameisterschaft 2016 kam er auf den 7. Platz. Im selben Jahr nahm er an den Olympischen Spielen 2016 teil. Auch bei den Weltmeisterschaften 2017 (17. Platz) und 2021 (13.) sowie den Europameisterschaften 2020 (21.) und 2022 (12.) stand er im Aufgebot. Insgesamt bestritt er 162 Länderspiele, in denen er 380 Tore erzielte.